# Сан-Бенту-ду-Токантинс

Сан-Бенту-ду-Токантинс на карте штата.

Сан-Бенту-ду-Токантинс (порт. São Bento do Tocantins) — муниципалитет в Бразилии, входит в штат Токантинс. Составная часть мезорегиона Западный Токантинс. Входит в экономико-статистический микрорегион Бику-ду-Папагаю. Население составляет  4 608 человек на 2010 год. Занимает площадь 1 105,900 км². Плотность населения — 4,17 чел./км².

## История
Город основан 1 января 1993 года. 

## Демография
Согласно сведениям, собранным в ходе переписи 2010 г. Национальным институтом географии и статистики (IBGE), население муниципалитета составляет:
| Полное население                               | Полное население                               | Полное население                               | Полное население                               | 4 608 |
| ---------------------------------------------- | ---------------------------------------------- | ---------------------------------------------- | ---------------------------------------------- | ----- |
| в том числе:                                   | Городское население                            | 2 716                                          | Процент городского населения, %                | 58,94 |
|                                                | Сельское население                             | 1 892                                          | Процент сельского населения, %                 | 41,06 |
|                                                | Мужское население                              | 2 403                                          | Процент мужского населения, %                  | 52,15 |
|                                                | Женское население                              | 2 205                                          | Процент женского населения, %                  | 47,85 |
| Плотность населения, чел/км²                   | Плотность населения, чел/км²                   | Плотность населения, чел/км²                   | Плотность населения, чел/км²                   | 4,17  |
| Население муниципалитета в % к населению штата | Население муниципалитета в % к населению штата | Население муниципалитета в % к населению штата | Население муниципалитета в % к населению штата | 0,33  |

По данным оценки 2016 года население муниципалитета составляет 5 096 жителей.

## Статистика
- Валовой внутренний продукт на 2003 составляет 5.670.904,00 реалов (данные: Бразильский институт географии и статистики).
- Валовой внутренний продукт на душу населения на 2003 составляет 1.729,99 реалов (данные: Бразильский институт географии и статистики).
- Индекс развития человеческого потенциала на 2000 составляет 0,612 (данные: Программа развития ООН).

## Важнейшие населенные пункты
| № | Населённый пункт       | Населённый пункт (порт.) | Категория | Население чел. (2010) | На карте                       |
| - | ---------------------- | ------------------------ | --------- | --------------------- | ------------------------------ |
| 1 | Сан-Бенту-ду-Токантинс | São Bento do Tocantins   | город     | 2716                  | 6°01′45″ ю. ш. 47°55′30″ з. д. |
| 2 | Трешу-Секу             | Trecho Seco              | поселок   | 255                   | 6°01′32″ ю. ш. 48°08′50″ з. д. |
| 3 | Мастер-да-Терра        | Master da Terra          | поселок   | 139                   | 6°04′52″ ю. ш. 48°07′41″ з. д. |
| 4 | Винисиус               | Vinícius                 | поселок   | 112                   | 5°53′46″ ю. ш. 47°49′16″ з. д. |
| 5 | Кампу-Алегри           | Campo Alegre             | поселок   | 61                    | 6°02′39″ ю. ш. 48°11′50″ з. д. |